# NGC 3142
NGC 3142 (również PGC 29586) – galaktyka soczewkowata (S0), znajdująca się w gwiazdozbiorze Sekstantu. Odkrył ją John Herschel 5 maja 1836 roku.